# Estadio Theodoros Vardinogiannis
El Estadio Theodoros Vardinogiannis (en griego: Γήπεδο Θεόδωρος Βαρδινογιάννης ) es un estadio de fútbol ubicado en la ciudad de Heraklion, en la Isla de Creta, Grecia. La construcción del estadio inició en 1949 y su inauguración oficial ocurrió el 11 de noviembre de 1951. El estadio es utilizado por el OFI Creta histórico club de la Superliga de Grecia. El recinto posee una capacidad para 9200 espectadores y es comúnmente conocido por su apodo, Yedi Kule (" Seven Towers " en turco).
El estadio lleva el nombre de Theodoros Vardinogiannis, en honor a un histórico jugador del club.